# Michel Rivard
Pour les articles homonymes, voir Michel Rivard (homonymie).
Joseph François Michel Rivard, né le 27 septembre 1951 à Montréal, est un auteur-compositeur-interprète canadien. Membre fondateur du groupe Beau Dommage, il est, entre autres, l'auteur-compositeur de la chanson La Complainte du phoque en Alaska créée avec le groupe en 1974. Il mène une carrière solo depuis 1977. Il a aussi une carrière d'acteur.

## Biographie
Michel Rivard, au début des années 1970, est d'abord comédien, chanteur et musicien pour le groupe de théâtre La Quenouille bleue de l'Université du Québec à Montréal, où il étudie en compagnie du parolier Pierre Huet et du pianiste Robert Léger, avec lesquels il forme le groupe Beau Dommage. On retrouvait aussi au sein de ce groupe, Pierre Bertrand à la basse, à la guitare et au chant, Marie Michèle Desrosiers au chant et aux percussions, le batteur Réal Desrosiers ainsi que Michel Hinton aux claviers. Après un immense succès, il se lance finalement dans une carrière solo dès 1977, avant même la dissolution du groupe. Il fait aussi partie de la Ligue nationale d'improvisation.
On le retrouve sur scène au Forum de Montréal, le 3 juin 1988, interprétant quelques chansons de son dernier album Un trou dans les nuages et en compagnie de Bruce Cockburn, Graham Nash, Stephen Stills et David Crosby, pour entonner avec eux Je voudrais voir la mer et la composition de Cockburn: If I Had a Rocket Launcher. Il participe à la Fondation Québec-Afrique en chantant dans le projet collectif « Les Yeux de la faim » en 1985.
Il compose aussi la trame sonore de plusieurs films québécois, dont deux de François Bouvier : Les Matins infidèles et Histoires d'hiver. En 2010, il compose et écrit l'opéra-folk Les Filles de Caleb,, inspiré de l’œuvre d'Arlette Cousture.
Il écrit aussi des chansons destinées à d'autres artistes tels Sylvie Tremblay (Je voudrais voir la mer qu'il réenregistra lui-même), La Bottine Souriante (Martin de la chasse-galerie), Maxime Le Forestier (Bille de verre), Gerry Boulet (Toujours vivant), Isabelle Boulay (entre Matane et Bâton Rouge) et plusieurs titres du groupe Offenbach.
Une réédition remastérisée de ses huit albums studio est publiée en 2012 sous le titre À ce jour.... La même année, il est juge dans l'émission Star Académie. Michel Rivard sort l'année suivante un nouvel album studio intitulé Roi de rien.
Il est le fils du comédien Robert Rivard avec qui il commence sa carrière dans l'émission de télévision populaire Rue des Pignons où il interprète le rôle de Laurent Jarry. Sa chanson Tu peux dormir…, de l'album Le Goût de l'eau, est un hommage à son père. Par contre, en 2019, l’auteur-compositeur-interprète dévoile le spectacle L'Origine de mes espèces, mis en scène par Claude Poissant, qui raconte sa quête à savoir qui est réellement son père biologique. Présenté comme un monologue entrecoupé de poésie et chansons. Une adaptation pour la télévision est présentée à Télé-Québec, le 5 mars 2021. Un livre-disque de cette pièce de théâtre musical est mis en marché. Le spectacle remporte trois Félix dans les catégories Spectacle de l’année - Auteur-compositeur-interprète, Script de l’année et Mise en scène et scénographie de l’année au Gala de l’ADISQ 2019.
Il est périodiquement un invité d'honneur à l'émission humoristique La soirée est (encore) jeune. En 2021, il reprend sa carrière d'acteur, jouant le rôle de Bertrand dans la série Nuit blanche, de Julie Hivon. Au printemps 2022, Michel Rivard participe au spectacle-événement Les polissons de la chanson - Hommage à Georges Brassens en compagnie de Luc De Larochellière, Saratoga, Ingrid St-Pierre et Valérie Blais. Il joue dans la pièce Sainte-Marie-la-Mauderne, l’adaptation théâtrale du succès cinématographique québécois La Grande Séduction, présentée sur les planches du Théâtre Gilles-Vigneault durant l'été suivant.
En janvier 2023, son spectacle intitulé Le Tour du bloc célèbre ses 50 ans de carrière en chansons et l'album du spectacle sort le 20 octobre suivant. Le même mois, il est intronisé au Panthéon des auteurs et compositeurs canadiens.

### Vie privée
Il a été en couple avec Katerine Mousseau et ils auront Antonin Mousseau-Rivard, qui deviendra un réputé chef cuisinier , puis avec l'animatrice et journaliste Marie-Christine Trottier avec laquelle il a eu deux enfants, Josephine et la musicienne Adèle Trottier-Rivard. Il écrira la chanson Toujours là pour elles, sur son album Maudit bonheur, qui met en scène sa vie quotidienne avec ses deux filles.

## Filmographie

### Télévision
- 1959 : CF-RCK
- 1965 : Rue de l'Anse
- 1969 : Rue des pignons : Laurent Jarry
- 1994 : Scoop III : Harold Nicolas
- 2004 : Les Bougon, c'est aussi ça la vie! : Yves
- 2007 : Dieu Merci ! : Un soldat
- 2009 : Tout sur moi : lui-même
- 2021 : L’Origine de mes espèces, la genèse : lui-même[17]
- 2021 : Nuit blanche : Bertrand
- 2023-: L’œil du cyclone: Bernard[18].

### Cinéma
- 1982 : Ma femme s'appelle reviens de Patrice Leconte : Alexandre
- 1983 : Maria Chapdelaine de Gilles Carles : le médecin
- 1983 : Pourquoi l'étrange Monsieur Zolock s'intéressait-il tant à la bande dessinée? (en) de Yves Simoneau : Dieudonné
- 1984 : Le Dernier glacier de Roger Frappier et Jacques Leduc : Léonard[19]
- 1994 : Mon amie Max de Michel Brault : Denis Lajeunesse
- 2007 : L'Âge des ténèbres de Denys Arcand : le curé
- 2016 : The Notion of Mistake de Jean-François Chagnon : Maurice

## Théâtre
- 1997 : « Art » de Yasmina Reza : Serge[20]
- 2001 : Variations énigmatiques d'Éric-Emmanuel Schmitt : Erik Larsen[21]
- 2019 : L'Origine de mes espèces : Lui-même
- 2022 : Sainte-Marie-la-Mauderne de Ken Scott : Germain Lesage
- 2023 : Tour du bloc : Lui-même[22]

## Écriture
- 1980 : Le Monde a besoin de magie : scénario et dialogues[6]

## Discographie

### Avec Beau Dommage
- 1974 : Beau Dommage
- 1975 : Où est passée la noce ?
- 1977 : Un autre jour arrive en ville
- 1977 : Passagers
- 1994 : Beau Dommage

### Carrière solo
- 1977 : Méfiez-vous du grand amour (Capitol ST 70 053)
- 1979 : De Longueuil à Berlin (Capitol   SKAO 70 067)
- 1983 : Sauvage (Kébec disc KD 589)
- 1985 : Bonsoir, mon nom est Michel Rivard et voici mon album double (Kébec disc KD 625/626)
- 1987 : Un trou dans les nuages (Audiogram ADCD 10 009)
- 1989 : Michel Rivard (Kotch 191 701)
- 1990 : Ses plus belles chansons (WMD/Audiogram 672 001)
- 1992 : Le Goût de l'eau… et autres chansons naïves (Audiogram ADCD 10 056)
- 1998 : Maudit bonheur (Audiogram ADCD 10 117)
- 2004 : Bonsoir... mon nom est toujours Michel Rivard et voici mon album quadruple (en public) (Audiogram ADCD 10 117)
- 2004 : Simple
- 2008 : Rivière...et autres chansons symphoniques (Spectra SPECD 4505)
- 2006 : Confiance (Spectra SPECD 7800)
- 2013 : Roi de rien (Spectra musique SPCD 7843)
- 2019 : L'Origine de mes espèces
- 2023 : Tour du bloc (en public)

### Participation
- 1978 : N° 5 : L'enterrement du père Fouettard (avec Maxime Le Forestier) (Polydor 2373 089)
- 1979 : Christmas jam : 23 décembre (Canada international RC1.511)
- 1982 : BOF Bach et bottine : Fais-moi voir (avec Fabienne Thibeault) (Kébec dis KD 12 1985)
- 1980 : Je vous entends chanter, hommage à Gilles Vigneault : Le voyageur sédentaire / Quand vous mourrez de nos amours (avec Fabienne Thibeault) / Quand nous partirons pour la Louisiane (avec Gilles Vigneault) (Kébec disc KDS 507/508)
- 1982 : Plus fort :Billet ouvert (avec Marie-Michèle Desrosiers) (Kébec disc KD 585)
- 1985 : Aimer pour aimer : Un p'tit peu d'action (avec Marie-Michèle Desrosiers) (Polydor 2424 252)
- 1991 : Sagesse du fou : Bille de verre (avec Maxime Le Forestier) (Polydor 511 373 2)
- 1993 : Au nom de l'amour : Je meurs chaque jour (avec Pierre Bertrand) (Au nom de l'amour ANLCD 666)
- 1994 : La symphonie du Québec : Le privé (avec Louise Forestier, Daniel Bélanger, Sylvie Tremblay) / L'oubli / La Lune d'automne avec Daniel Bélanger, Richard Séguin) / Je lègue à la mer (avec Paul Piché) (double CD Audiogram ADCD 10 094)
- 1996 : À la claire fontaine (avec Sylvie Tramblay) (Fête nationale du Québec FNCD 1996)
- 1997 : Libre à vous - souvenirs anonymes : Ya pas de poésie en prison (Musi Art MACD 5823)
- 2000 : Scènes d'amour : Le retour de Don Quichotte (avec Isabelle Boulay) (Sidéral SICD 2702)
- 2000 : Un trésor dans mon jardin : Capot l'ourson (avec Adèle Trottier-Rivard) (BMG/La montagne secrète 74321 91707 2)
- 2000 : J'ai treize envies de chanter : En quatre saisons (Riche Lieu RIC 29 961)
- 2001 : Le cabaret des refrains ; Les feuilles mortes (GSI Musique GSIC 977)
- 2002 : Festival en chanson de petite vallée 20 ans : Une femme à la mer (Production de l'onde PDLCD 7118)
- 2003 : Eau secours ! : Goût de l'eau (Local distribution MMBP 1199)
- 2004 : Ferland le petit roi : La musique (Jaune/GSI musique PJC 1133)
- 2004 : Festival en chanson de petit vallée - Où la route mène : J'ai quitté mon île (Production de l'onde PDLCD 7184)
- 2005 : Hommage à Charles Aznavour - Aujourd'hui encore : Hier encore (Trilogie TLGDVD 1307)
- 2006 : Voix croisées : Pour  en finir (avec la nuit) (avec Luc de Larochellière) (Les disques victoire VIC2 2125)
- 2008 : 12 hommes rapaillés chantent Gaston Miron volume 1 : La mémorable
- 2010 : 12 hommes rapaillés chantent Gaston Miron volume 2 : Oh secourez-moi![23]
- 2010 : Opéra-folk Les filles de Caleb[5]
- 2013 : Quand le Québec chante : Le blues d'la métropole, Rivière, Je voudrais voir la mer et chœurs sur autres chansons
- 2022 : Les polissons de la chanson - Hommage à Georges Brassens

### Musique de films
- 1979 : Rien ne va plus de Jean-Michel Ribes
- 1980 : L'Espace d'un été d'André Melançon
- 1989 : Les Matins infidèles de François Bouvier
- 1994 : La Fête des rois de Marquise Lepage
- 1999 : Histoires d'hiver de François Bouvier

## Positions politiques
- Il s'est présenté deux fois (1979 et 1980) aux élections fédérales canadiennes, dont une fois dans la même circonscription que Pierre Elliott Trudeau, pour le Parti Rhinocéros.
- Le 18 septembre 2008, pendant la campagne en vue des élections fédérales canadiennes de 2008, il apparaît dans une vidéo humoristique[24] mise en ligne sur YouTube et critiquant une mesure gouvernementale visant à ne pas subventionner des œuvres artistiques jugées dommageables pour l'image du Canada. La vidéo, qui met également en scène Stéphane Rousseau et Benoît Brière, frôle le demi-million de visionnements par les internautes en une semaine.
- Lors de la grève étudiante de 2012, il donne son appui aux étudiants dans leur mouvement contre la hausse des frais de scolarité avec la mise en ligne d'une vidéo[25] sur YouTube.

## Lauréat et nomination

### Gala de l'ADISQ

#### artistique
| Année | Catégorie                                                                   | Pour                                                           | Résultat   |
| ----- | --------------------------------------------------------------------------- | -------------------------------------------------------------- | ---------- |
| 1979  | interprète masculin de l'année                                              | Michel Rivard                                                  | nomination |
| 1979  | spectacle de l'année                                                        | Michel Rivard                                                  | nomination |
| 1980  | interprète masculin de l'année                                              | Michel Rivard                                                  | nomination |
| 1980  | microsillon de l'année/auteur-compositeur-interprète                        | De Longueuil à Berlin                                          | nomination |
| 1984  | interprète masculin de l'année                                              | Michel Rivard                                                  | nomination |
| 1984  | spectacle de l'année - musique et chansons                                  | Michel Rivard                                                  | nomination |
| 1984  | trophée Félix témoignage                                                    | Beau Dommage                                                   | lauréat    |
| 1985  | interprète masculin de l'année                                              | Michel Rivard                                                  | nomination |
| 1985  | microsillon de l'année                                                      | Beau Dommage au forum de Montréal (avec Beau Dommage)          | nomination |
| 1985  | microsillon de l'année/auteur-compositeur-interprète                        | Bonsoir... mon nom est Michel Rivard et voici mon album double | nomination |
| 1985  | spectacle de l'année - musique et chansons pop                              | Beau Dommage au forum de Montréal (avec Beau Dommage)          | nomination |
| 1985  | spectacle de l'année - musique et chansons pop                              | Piché, Rivard (avec Paul Piché)                                | nomination |
| 1985  | vidéoclip de l'année                                                        | Rumeurs sur la ville                                           | lauréat    |
| 1986  | interprète masculin de l'année                                              | Michel Rivard                                                  | nomination |
| 1987  | auteur et/ou compositeur de l'année                                         | Michel Rivard pour Un trou dans les nuages                     | nomination |
| 1987  | auteur et/ou compositeur de l'année                                         | Michel Rivard (avec Marie Bertrand) pour Libérez le trésor     | nomination |
| 1987  | interprète masculin de l'année                                              | Michel Rivard                                                  | nomination |
| 1987  | microsillon de l'année - pop                                                | Un trou dans les nuages                                        | lauréat    |
| 1988  | artiste québécois s'étant le plus illustré hors Québec - marché francophone | Michel Rivard                                                  | nomination |
| 1988  | interprète masculin de l'année                                              | Michel Rivard                                                  | lauréat    |
| 1988  | meilleure performance sur scène de l'année                                  | Un trou dans les nuages                                        | nomination |
| 1988  | spectacle de l'année                                                        | Un trou dans les nuages                                        | lauréat    |
| 1988  | vidéoclip de l'année                                                        | Le privé                                                       | nomination |
| 1989  | chanson populaire de l'année                                                | Un trou dans les nuages                                        | nomination |
| 1990  | chanson populaire de l'année                                                | Le cœur de ma vie                                              | nomination |
| 1992  | album de l'année - pop/rock                                                 | Le goût de l'eau… et autres chansons naïves                    | nomination |
| 1992  | chanson populaire de l'année                                                | La lune d'automne                                              | nomination |
| 1992  | interprète masculin de l'année                                              | Michel Rivard                                                  | nomination |
| 1993  | chanson populaire de l'année                                                | Le goût de l'eau                                               | nomination |
| 1995  | album de l'année - meilleur vendeur                                         | Beau Dommage (1994) (avec Beau Dommage)                        | lauréat    |
| 1995  | album de l'année - populaire                                                | Beau Dommage (1994) (avec Beau Dommage)                        | lauréat    |
| 1995  | chanson populaire de l'année                                                | Échappé belle (avec Beau Dommage)                              | nomination |
| 1995  | groupe de l'année                                                           | Beau Dommage                                                   | lauréat    |
| 1995  | spectacle de l'année - auteur-compositeur-interprète                        | Beau Dommage (avec Beau Dommage)                               | lauréat    |
| 1996  | album de l'année - populaire                                                | Rideau (avec Beau Dommage)                                     | nomination |
| 1996  | chanson populaire de l'année                                                | Tout simplement jaloux (avec Beau Dommage)                     | nomination |
| 1996  | groupe de l'année                                                           | Beau Dommage                                                   | nomination |
| 1998  | album de l'année - populaire                                                | Maudit bonheur                                                 | nomination |
| 1998  | auteur ou compositeur de l'année                                            | Michel Rivard                                                  | nomination |
| 1998  | chanson populaire de l'année                                                | Maudit bonheur                                                 | nomination |
| 1998  | interprète masculin de l'année                                              | Michel Rivard                                                  | nomination |
| 1999  | chanson populaire de l'année                                                | Maudit bonheur                                                 | nomination |
| 1999  | interprète masculin de l'année                                              | Michel Rivard                                                  | nomination |
| 1999  | spectacle de l'année - auteur-compositeur-interprète                        | Maudit bonheur                                                 | nomination |
| 2004  | prix hommage                                                                | Michel Rivard                                                  | lauréat    |
| 2007  | album de l'année - folk contemporain                                        | Confiance                                                      | nomination |
| 2014  | album de l'année - folk                                                     | Roi de rien                                                    | nomination |
| 2014  | spectacle de l'année - auteur-compositeur-interprète                        | Roi de rien                                                    | nomination |
| 2019  | album de l'année - adulte contemporain                                      | L'Origine de mes espèces                                       | nomination |
| 2019  | spectacle de l'année - auteur-compositeur-interprète                        | L'Origine de mes espèces                                       | lauréat    |
| 2023  | spectacle de l'année                                                        | Le tour du bloc                                                | lauréat    |

#### industriel
| Année | Catégorie                            | Pour                                                                            | Résultat   |
| ----- | ------------------------------------ | ------------------------------------------------------------------------------- | ---------- |
| 1979  | mise en scène de l'année - spectacle | Michel Rivard                                                                   | nomination |
| 1979  | scripteur de l'année - spectacle     | Michel Rivard                                                                   | nomination |
| 1980  | scripteur de l'année - spectacle     | Michel Rivard                                                                   | lauréat    |
| 1985  | metteur en scène de l'année          | Beau Dommage                                                                    | nomination |
| 1987  | arrangeur de l'année                 | Michel Rivard (avec Marie Bertrand) pour Libérez le trésor                      | nomination |
| 1987  | réalisateur de l'année               | Michel Rivard (avec Marie Bertrand et Paul Pagé) pour Un trou dans les nuages   | lauréat    |
| 1992  | arrangeur de l'année                 | Michel Rivard pour Le goût de l'eau… et autres chansons naïves                  | nomination |
| 1992  | metteur en scène de l'année          | Michel Rivard (avec Michel Lemieux) pour Naïf                                   | lauréat    |
| 1992  | réalisateur de disque de l'année     | Michel Rivard (avec Paul Pagé) pour Le goût de l'eau… et autres chansons naïves | nomination |
| 1995  | scripteur de spectacles de l'année   | Beau Dommage pour Beau Dommage                                                  | nomination |
| 1997  | scripteur de spectacles de l'année   | Michel Rivard pour Chansons lousses et cordes sensibles                         | nomination |
| 1997  | sonorisateur de l'année              | Michel Rivard (avec Stéphane Lemay) pour Chansons lousses et cordes sensibles   | nomination |
| 1999  | scripteur de l'année                 | Michel Rivard pour Maudit bonheur                                               | nomination |
| 2003  | scripteur de spectacles de l'année   | Michel Rivard pour Michel Rivard en spectacle intime                            | lauréat    |
| 2007  | prise de son et mixage de l'année    | Michel Rivard (avec Sylvain Clavette) pour Confiance                            | nomination |
| 2007  | scripteur de spectacle de l'année    | Michel Rivard pour Confiance                                                    | nomination |
| 2014  | metteur en scène de l'année          | Michel Rivard (avec Ève Déziel) pour Roi de rien                                | nomination |
| 2014  | scripteur de spectacle de l'année    | Michel Rivard pour Roi de rien                                                  | lauréat    |
| 2019  | script de l'année                    | Michel Rivard                                                                   | lauréat    |

### Prix Juno[48]
| Année | Catégorie                            | Pour                                    | Résultat   |
| ----- | ------------------------------------ | --------------------------------------- | ---------- |
| 1975  | groupe le plus prometteur de l'année | Beau Dommage                            | nomination |
| 1976  | groupe de l'année                    | Beau Dommage                            | nomination |
| 1976  | album le plus vendu                  | Beau Dommage (avec Beau Dommage)        | nomination |
| 1996  | album francophone le plus vendu      | Beau Dommage (1994) (avec Beau Dommage) | nomination |

### Autre
- 1988 - Grands Prix du disque de la Chanson Française de l'Académie Charles-Cros.
- 1980 - Recrue de l'année de la Ligue nationale d'improvisation
- 1981 - Étoile de la saison de la Ligue nationale d'improvisation
- 1982 - Champion compteur de la Ligue nationale d'improvisation
- 1985 - Prix Rapsat-Lelièvre
- 1985 - Prix du public de la Ligue nationale d'improvisation
- 1985 - Médaille Jacques-Blanchet
- 1985 - Champion compteur de la Ligue nationale d'improvisation
- 1986 - Champion compteur de la Ligue nationale d'improvisation
- 1988 - Grand prix international du disque Paul-Gilson - décerné par l’Académie Charles-Cros, pour la qualité des textes
- 1989 - Prix Québec-Wallonie-Bruxelles du meilleur album de chansons
- 1995 - Champion compteur de la Ligue nationale d'improvisation
- 2005 - Chevalier de l’Ordre national
- 2009 - Médaille d’honneur de l’Assemblée nationale du Québec (Beau Dommage)
- 2013 - Timbre à l’effigie du groupe Beau Dommage
- 2015 - Inauguration de la ruelle Beau Dommage dans l'arrondissement Rosemont-La Petite Patrie de la ville de Montréal et murale en l'honneur du groupe
- 2017 - Intronisation de Beau Dommage au Panthéon des auteurs et compositeurs canadiens
- 2021 - Prix Denise-Pelletier[49]
- 2022 - Compagnon de l'Ordre des arts et des lettres du Québec.
- 2023 - Intronisation au Panthéon des auteurs et compositeurs canadiens.